# Fliseryd
Fliseryd è un'area urbana della Svezia situata nel comune di Mönsterås, contea di Kalmar.
La popolazione risultante dal censimento 2010 era di 677 abitanti.